# Falkenstein (Renania-Palatinado)
Falkenstein (pronunciación en alemán: /ˈfalkn̩ˌʃtaɪ̯n/ⓘ) es un municipio situado en el distrito de Donnersberg, en el estado federado de Renania-Palatinado (Alemania). Su población estimada a finales de 2016 era de 205 habitantes.
Se encuentra ubicado en la zona centro-sur del estado, al suroeste de Maguncia —la capital del estado— y al noreste de la ciudad de Kaiserslautern.